# 바차타
바차타(스페인어: Bachata)는 도미니카 공화국에서 유래한 전통 음악의 이름이며 커플 춤 종류 중 하나이다.

## 개요
바차타(스페인어: Bachata)는 카리브해에 위치한 도미니카 공화국에서 유래한 전통 음악의 이름이며 동시에 남여가 함께 추는 커플 춤 종류 중 하나이다.

## 특징
전세계적으로 인기를 얻고 있는 바차타는 미리 정해진 안무 없이 즉흥적으로 출 수 있다. (소셜 댄스의 특징)
바차타 이외의 대표적인 라틴 춤으로 살사(Salsa), 메렝게(Merengue), 차차(Chacha)가 있다.

## 음악
바차타 음악은 20세기 전반 도미니카 공화국에서 원주민, 아프리카, 유럽의 음악적 요소를 가지고 유래한 라틴아메리카 음악 장르다.
바차타의 첫 번째 레코딩은 도미니카 공화국의 호세 마누엘 칼데론(José Manuel Calderon)이 작곡한 음반이다.
바차타는 Boleo와 Son에서 유래했으며 1980년대 중반 Merengue와 믹스되면서 경쾌한 리듬의 도미니칸 바차타가 생겨났다.

## 베이직
리듬에 맞추어 주로 남자가 리드를 하며 여자가 팔로우를 한다.
바차타 베이직은 3번의 스텝과 한번의 텝으로 구성되어 있으며 텝을 할 때 나타나는 힙액션이 바차타 춤의 특징이다.

## 춤의 형태
바차타 춤은 바차타 음악이 변하는 것과 함께 춤도 다양한 스타일로 변하고 있으며 도미니칸에서 시작한 전통 도미니칸 바차타 스타일, 모던 바타차, 센슈얼 바차타, 탱고 바차타 등 다양한 스타일로 발전하고 있다.
이외에 Kizomba, Zouk, Tango 등 다양한 춤에 영향을 받아 새로운 스타일의 춤으로 발전하고 있다.

가장 많이 알려진 스타일은 센슈얼 바타차(Bachata Sensual)이며 스페인의 Korke라는 댄서가 실험적으로 시작한 스타일이다.
리듬 부분을 주로 스텝으로 강조하는 도미니칸 바차타 스타일에 비하여 멜로디가 강조된 음악적 특징이 있다.
온라인을 통하여 센슈얼한 바차타 음악과 동영상이 빠르게 전파되고 있다.

## 기타
국내에서는 마녀사냥 등의 TV프로를 통해서 대중에게 알려졌다.
사연인즉슨 남자 사연인이 '여자친구의 사교댄스 취미를 존중해줘야 할까요?'란 사연을 보냈는데 여자친구가 취미로 살사 춤을 배운다는 건 알고 있어서 활동적인 취미를 해서 개의치 않았는데, 우연한 기회에 여자친구가 댄스 파트너와 바차타를 추는 걸 보고 얼굴이 화끈거려서 여자친구에게 조심스럽게 "안 하면 안되겠냐?"란 부탁을 했는데 여자친구가 고작 춤일 뿐인데 너무 민감하게 반응한다, 취미를 존중해 달라고 해서 자신이 이상한 건지 물어보는 사연이었다. MC와 패널들은 처음에는 '취미는 당연히 존중해줘야 한다.'라며 남자친구 쪽이 민감하다, 꼰대다란 감상을 남기다 도대체 바차타가 뭔지 궁금해서 제작진이 준비한 바차타의 VTR을 봤는데 농후한 신체접촉이 넘나드는 춤에 남자 MC들이 전부 경악하며 그린라이트를 껐고, ~~그 와중에 흐뭇해하는 동엽신~~ 여성 패널들의 경우에도 바차타란 춤에 대해서는 아름답다란 감상을 밝혔지만 '하지만 연인 앞에서 연인이 아닌 다른 사람과 추는 건 좀..'이라며 곽정은을 제외한 여성 패널들도 그린라이트를 끈 에피소드가 있었다.